# Průlom Dunajce

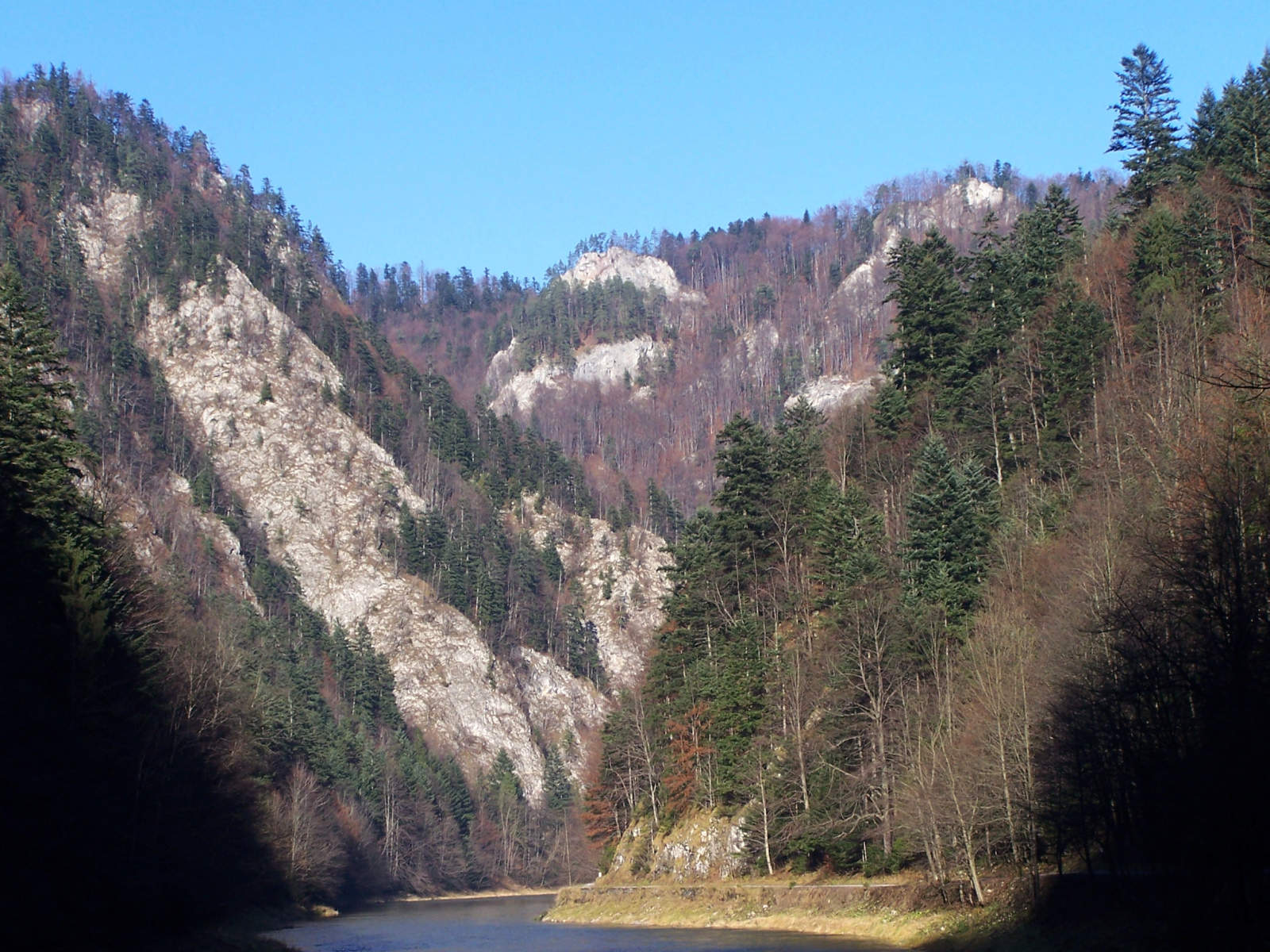
Průlom Dunajce

Průlom Dunajce (slovensky Prielom Dunajca) je soutěska v Pieninách na slovensko-polské hranici.

## Charakteristika
Řeka Dunajec vytváří působivé průlomové údolí, které se zařezává do vápencového masivu. Je přibližně 9 km dlouhé a skalní stěny tu ční do výše 200 až 300 metrů. Řeka zde vytvořila sedm velkých meandrů, které esteticky dotvářejí toto po krajinářské a přírodovědecké stránce velice hodnotné území Pieninského národního parku.

## Turistika
V chráněném území národního parku je vybudována naučná turistická stezka, která je vhodná i pro osoby se sníženou pohyblivostí. Spojuje Červený Kláštor a Lesnici a je na ní 10 zastávek s popisem přírodních zajímavostí daného úseku.